# Mautodontha unilamellata
Mautodontha unilamellata е изчезнал вид коремоного от семейство Charopidae.

## Разпространение
Видът е бил ендемичен за островите Кук.